# عنوان‌های افتخاری در موسیقی عامه‌پسند
عنوان‌های افتخاری در موسیقی عامه‌پسند اصطلاحاتی هستند که اغلب توسط رسانه‌ها یا طرفداران، برای نشان دادن اهمیت یک هنرمند استفاده می‌شود. این عنوان‌ها اغلب مذهبی، خانوادگی یا بیشتر اوقات سلطنتی و اشرافی هستند که به صورت استعاره‌ای استفاده می‌شوند. اسامی مستعار در موسیقی کلاسیک اروپایی و در اوایل قرن نوزدهم، با نامیدن چهره‌هایی مانند موتزارت به‌نام «پدر موسیقی نوین» و باخ به‌نام «پدر موسیقی پویای مدرن» مورد استفاده قرار گرفت. همچنین این عنوان‌ها به طرز ویژه‌ای در فرهنگ آفریقایی-آمریکایی و دوران پس از جنگ داخلی، شاید به عنوان وسیله‌ای برای تخصیص موقعیتی که توسط برده‌داری منع شده بود، رواج داشت. در نتیجه این عنوان‌ها به موسیقی جاز و بلوز ابتدایی که شامل چهره‌هایی مانند دوک الینگتون و کاونت بیسی بود، وارد شدند.
در فرهنگ آمریکایی، علی‌رغم قانون اساسی و ایدئولوژی جمهوری‌خواه عنوان افتخاری برای توصیف شخصیت‌های برجسته در حوزه‌های مختلف مانند صنعت، تجارت، ورزش و رسانه‌ها استفاده شده‌است. عنوان «پدر» یا «مادر» برای نوآوران و عنوان‌های سلطنتی مانند «شاه» و «ملکه» برای شخصیت‌های برتر در هر زمینه استفاده شده‌اند. در دهه ۱۹۳۰ و ۱۹۴۰، همان‌طور که موسیقی جاز و سوینگ در حال محبوب شدن بودند، بیشتر هنرمند موفق سفیدپوست مانند پل وایتمن و بنی گودمن بودند که به ترتیب به عنوان «پادشاه جاز» و «پادشاه نوسان» شناخته می‌شدند، به رغم اینکه هنرمندان آفریقایی-آمریکایی معاصر بیشتری وجود داشتند. زمانی که موسیقی راک اند رول در دههٔ ۱۹۵۰ محبوب‌تر شد، این عنوان‌ها به این موسیقی نیز راه پیدا کرد. تلاش‌های زیادی برای پیدا کردن «پادشاه راک» شد؛ عنوانی که بیشتر با الویس پرسلی در ارتباط بود. این لقب‌ها به عنوان بخشی از فرایند تخصیص اعتبار برای نوآوری موسیقی جدید که توسط یک مؤسسه سفید پایه‌گذاری شده، مشخص شده‌است. به شخصیت‌های برجسته در حوزه‌های دیگر نیز عنوان افتخاری داده شده‌است؛ مانند «معمار راک اند رول» که از دههٔ ۱۹۹۰ به لیتل ریچارد داده شده‌است اما این عنوان نیز، مانند بسیاری دیگر، برای دیگر شخصیت‌های مهم، در این مورد از جمله گیتاریست الکتریک پیشگام لس پال، بکار برده شده‌است.
عنوان‌های افتخاری مشابهی در ژانرهای دیگر نیز به هنرمندان داده شده‌است، از جمله فردی مرکوری که به «پادشاه ملکه‌ها» یا «شاه شاهان» و تینا ترنر، که با عنوان «ملکهٔ راک اند رول» شناخته می‌شوند. مایکل جکسون و مدونا با عنوان‌های «پادشاه پاپ» و «ملکه پاپ» ارتباط نزدیکی دارند. همچنین بریتنی اسپیرز به عنوان «پرنسس پاپ» شناخته می‌شود. بعضی از عنوان‌ها به شدت توسط هنرمندان مختلف مورد ترویج و رقابت قرار گرفته‌اند و گاهی با توجه به موضوعشان بدون صاحب یا مورد بازی قرار گرفته‌اند. برخی از عنوان‌های افتخاری مهم به صورت کلی استفاده می‌شود و معمولاً در کنار اسم افرادی خاص شناخته می‌شوند.